# Campeonato Mundial de Halterofilismo de 2013 - Até 63 kg feminino
A categoria até 63 kg feminino foi um evento do Campeonato Mundial de Halterofilismo de 2013, disputado no Salão do Centenário, em Breslávia, na Polónia, no dia 23 de outubro de 2013. 

## Calendário
Horário local (UTC+2)
| Dia           | Horário | Fase    |
| ------------- | ------- | ------- |
| 23 de outubro | 14:00   | Grupo B |
| 23 de outubro | 16:55   | Grupo A |

## Medalhistas
| Evento    | Ouro               | Ouro   | Prata              | Prata  | Bronze              | Bronze |
| --------- | ------------------ | ------ | ------------------ | ------ | ------------------- | ------ |
| Arranque  | Tima Turieva (RUS) | 112 kg | Jo Pok-hyang (PRK) | 109 kg | Deng Mengrong (CHN) | 108 kg |
| Arremesso | Tima Turieva (RUS) | 140 kg | Jo Pok-hyang (PRK) | 140 kg | Deng Mengrong (CHN) | 136 kg |
| Total     | Tima Turieva (RUS) | 252 kg | Jo Pok-hyang (PRK) | 249 kg | Deng Mengrong (CHN) | 244 kg |

## Recordes
Antes desta competição, o recorde mundial da prova era o seguinte:
| Recorde         | Tipo      | Atleta                    | Peso   | Local      | Data                   |
| Recorde Mundial | Arranque  | Svetlana Tsarukaeva (RUS) | 117 kg | Paris      | 8 de novembro de 2011  |
| Recorde Mundial | Arremesso | Maiya Maneza (KAZ)        | 143 kg | Antália    | 20 de setembro de 2010 |
| Recorde Mundial | Total     | Liu Haixia (CHN)          | 257 kg | Chiang Mai | 23 de setembro de 2007 |

## Resultado
Os resultados foram os seguintes. 
| Pos.              | Atleta                        | Grupo | Peso  | Arranque (kg) | Arranque (kg) | Arranque (kg) | Arranque (kg)     | Arremesso (kg) | Arremesso (kg) | Arremesso (kg) | Arremesso (kg)    | Total |
| Pos.              | Atleta                        | Grupo | Peso  | 1             | 2             | 3             | Resultado         | 1              | 2              | 3              | Resultado         | Total |
| ----------------- | ----------------------------- | ----- | ----- | ------------- | ------------- | ------------- | ----------------- | -------------- | -------------- | -------------- | ----------------- | ----- |
| Medalha de ouro   | Tima Turieva (RUS)            | A     | 61.58 | 105           | 110           | 112           | Medalha de ouro   | 132            | 137            | 140            | Medalha de ouro   | 252   |
| Medalha de prata  | Jo Pok-hyang (PRK)            | A     | 62.29 | 103           | 108           | 109           | Medalha de prata  | 135            | 135            | 140            | Medalha de prata  | 249   |
| Medalha de bronze | Deng Mengrong (CHN)           | A     | 60.73 | 105           | 105           | 108           | Medalha de bronze | 133            | 136            | 141            | Medalha de bronze | 244   |
| 4                 | Karina Goricheva (KAZ)        | A     | 62.94 | 102           | 107           | 111           | 4                 | 127            | 133            | 135            | 5                 | 242   |
| 5                 | Nastassia Novikava (BLR)      | A     | 62.50 | 103           | 106           | 106           | 6                 | 130            | 135            | 141            | 4                 | 238   |
| 6                 | Milka Maneva (BUL)            | A     | 62.61 | 96            | 98            | 100           | 8                 | 122            | 125            | 126            | 6                 | 226   |
| 7                 | Geralee Vega (USA)            | A     | 61.87 | 95            | 100           | 100           | 7                 | 125            | 127            | 127            | 7                 | 225   |
| 8                 | Romela Begaj (ALB)            | A     | 62.31 | 103           | 103           | 103           | 5                 | 120            | 125            | 125            | 11                | 223   |
| 9                 | Nísida Palomeque (COL)        | A     | 62.07 | 93            | 96            | 96            | 10                | 117            | 117            | 122            | 9                 | 215   |
| 10                | Iriner Jiménez (VEN)          | B     | 62.23 | 86            | 91            | 93            | 11                | 116            | 121            | 122            | 10                | 215   |
| 11                | Nidia Pardo (VEN)             | B     | 61.03 | 85            | 90            | 90            | 12                | 115            | 120            | 122            | 8                 | 212   |
| 12                | Patricia Domínguez (MEX)      | B     | 61.98 | 92            | 95            | 97            | 9                 | 115            | 115            | 115            | 12                | 212   |
| 13                | Anna Leśniewska (POL)         | B     | 62.92 | 87            | 90            | —             | 14                | 110            | 113            | 115            | 13                | 202   |
| 14                | Reena (IND)                   | B     | 62.89 | 82            | 86            | 88            | 13                | 102            | 106            | 108            | 17                | 196   |
| 15                | Katarzyna Ostapska (POL)      | B     | 62.93 | 83            | 85            | 87            | 15                | 107            | 110            | 113            | 16                | 195   |
| 16                | Hatice Demirel (TUR)          | B     | 62.67 | 80            | 84            | 86            | 16                | 105            | 110            | 110            | 15                | 194   |
| 17                | Moeha Matsumoto (JPN)         | B     | 62.46 | 83            | 83            | 83            | 17                | 106            | 110            | 114            | 14                | 193   |
| 18                | Emily Godley (GBR)            | B     | 62.65 | 82            | 85            | 85            | 18                | 104            | 107            | 107            | 18                | 186   |
| 19                | Tatiana Vásquez (ECU)         | B     | 61.75 | 80            | 84            | 84            | 19                | 102            | 105            | 105            | 19                | 182   |
| 20                | Silvana Vukas (SRB)           | B     | 62.99 | 71            | 73            | 74            | 20                | 93             | 96             | 98             | 20                | 170   |
| DSQ               | Namkhaidorjiin Bayarmaa (MGL) | A     | 62.80 | 95            | 99            | 99            | —                 | 121            | 126            | 126            | —                 | —     |